# Diecezja Irapuato
Diecezja Irapuato (łac. Dioecesis Irapuatensis) – diecezja Kościoła rzymskokatolickiego w Meksyku, sufragania archidiecezji León.

## Historia
3 stycznia 2004 roku papież Jan Paweł II konstytucją apostolską Venerabiles Fratres erygował diecezję Irapuato. Dotychczas wierni z tych terenów należeli do archidiecezji Morelia.

## Ordynariusze
- José de Jesús Martínez Zepeda (2004-2017)
- Enrique Díaz Díaz